# Ружа
Ружа (укр. Ружа) — село в Чемеровецком районе Хмельницкой области Украины.
Население по переписи 2001 года составляло 286 человек. Почтовый индекс — 31655. Телефонный код — 3859. Занимает площадь 1,084 км². Код КОАТУУ — 6825284602.

## Местный совет
31655, Хмельницкая обл., Чемеровецкий р-н, с. Кормильча, ул. Советская, 46